# 889

## Nașteri
- Ratold de Italia, rege al Italiei care a domnit vreme de circa o lună în anul 896, alături de tatăl său Arnulf de Carintia (d. 829)

## Decese
- dată necunoscută: Eochaid al Scoției  (n. ?)